# Svetlana Nikichina
Svetlana Dimitrievna Nikichina (en russe : Светлана Дмитриевна Никишина) est une joueuse de volley-ball russe née le 20 octobre 1958 à Tcheliabinsk.

## Biographie
Svetlana Nikichina évolue en club à l'Ouralotchka dans les années 1980.
Elle remporte sous les couleurs de l'Union soviétique la médaille d'or aux Jeux olympiques d'été de 1980.